# Devendra pardalis
Devendra pardalis là một loài nhện trong họ Zoropsidae.
Loài này thuộc chi Devendra. Devendra pardalis được Eugène Simon miêu tả năm 1898.